# 真島啓
真島 啓（まじま けい、1957年 - ）は、日本の男性俳優。レトル所属。旧名・真島庫吉。

## 人物
元「劇団時代錯誤」のメンバー。その後1988年に劇団「LIVE BEER」を結成。脚本・出演など舞台役者として活動する他、声優としてCMやテレビアニメにも出演。
俳優活動の他、2001年に「家具工房 ma-GU」を立ち上げ、デザイナーとしてオーダーメイドの家具制作も行っている。

## 出演作品

### テレビドラマ
- 夢十屋（1994年）
- コレージュ・ダムール〜恋の学校〜（1995年）

### ドキュメンタリー番組
- タイムスリップ伴大納言絵巻（2007年） - 探偵二

### 映画
- ハチミツとクローバー（2006年） - 美術評論家

### テレビアニメ
1998年
- 発明BOYカニパン（ペパロニ博士）

1999年
- こちら葛飾区亀有公園前派出所（本田改造）
- ビーストウォーズネオ 超生命体トランスフォーマー（独立侵攻兵クレイジーボルト）

2000年
- こちら葛飾区亀有公園前派出所（タケさん）
- ビックリマン2000（鵜飼予坊）
- メダロット（バートン）

2004年
- GUNSLINGER GIRL（エンリコ）
- こちら葛飾区亀有公園前派出所（王手飛車角）

2005年
- ジパング（海軍幹部）

### ゲーム
2003年
- ゲゲゲの鬼太郎 異聞妖怪奇譚

- ダイハツ 「新ハイゼットシリーズ2021 30秒」篇、「新ハイゼットシリーズ2021 15秒」篇、「新ハイゼットカーゴ　建設」篇（2021年12月 - 2022年） - 建設業の職人役
- 音娯時間エンターテインメント「Pokekara（ポケカラ）」（2021年12月 - 2022年）- 博士役